# Yoiqag (sockenhuvudort i Kina, Tibet Autonomous Region, lat 30,61, long 91,86)
Yoiqag (kinesiska: Youqia, 油恰, Gedeng’ema, 格登俄马, 油恰乡) är en sockenhuvudort i Kina. Den ligger i den autonoma regionen Tibet, i den sydvästra delen av landet, omkring 130 kilometer nordost om regionhuvudstaden Lhasa. Antalet invånare är 5 013. Befolkningen består av 2 497 kvinnor och 2 516 män. Barn under 15 år utgör 39 %, vuxna 15-64 år 57 %, och äldre över 65 år 2,0 %.
Runt Yoiqag är det mycket glesbefolkat, med 2 invånare per kvadratkilometer. Det finns inga andra samhällen i närheten. Trakten runt Yoiqag består i huvudsak av gräsmarker.
Genomsnittlig årsnederbörd är 801 millimeter. Den regnigaste månaden är juli, med i genomsnitt 218 mm nederbörd, och den torraste är november, med 4 mm nederbörd.